# Robert Lloyd Praeger
Robert Lloyd Praeger (25 d'agost de 1865 – 5 de maig de 1953) va ser un naturalista, escriptor i bibliotecari irlandès.

## Biografia
De fons unitari, va néixer i va créixer a Holywood, al comtat de Down. Va assistir a l'escola del Reverend McAlister i després a la propera escola superior de Sullivan.
Va treballar a la Biblioteca Nacional d'Irlanda a Dublín des de 1893 fins a 1923. Va ser cofundador i editor de l'Irish Naturalist, i va escriure articles sobre la flora i altres aspectes de la història natural d'Irlanda. Va organitzar l'estudi Lambay el 1905/06 i, entre 1909 i 1915, l'estudi més ampli de Clare Island. Va ser enginyer de qualificació, bibliotecari de professió i naturalista per inclinació.
Va rebre la medalla commemorativa Veitch de la Societat Hortícola Reial el 1921. Es va convertir en el primer president de l'An Taisce i del Club de muntanyisme irlandès el 1948, i va ser president de la Royal Irish Academy durant el 1931–34.
Està enterrat al cementiri de Deansgrange, a Dublín amb la seva esposa Hedwig. La seva germana petita, Rosamond Praeger, va ser escultora i artista botànica.

## Assoliments
Praeger va ser fonamental en el desenvolupament de metodologies avançades en botànica irlandesa on va convidar a Knud Jessen, l'aclamat expert danès en flora glacial i postglacial, a emprendre investigacions i ensenyar a Irlanda. Això va suposar l'establiment d'una "paleoecologia" com a camp d'estudi diferent a Irlanda.

## "Els seus" comtats
Praeger va adoptar un sistema de vicecomtat que divideix Irlanda en 40 vicecomtats en funció dels comtats. Tanmateix, els límits entre ells no sempre corresponen a les fronteres administratives i hi ha dubtes sobre la interpretació correcta.

## Publicacions

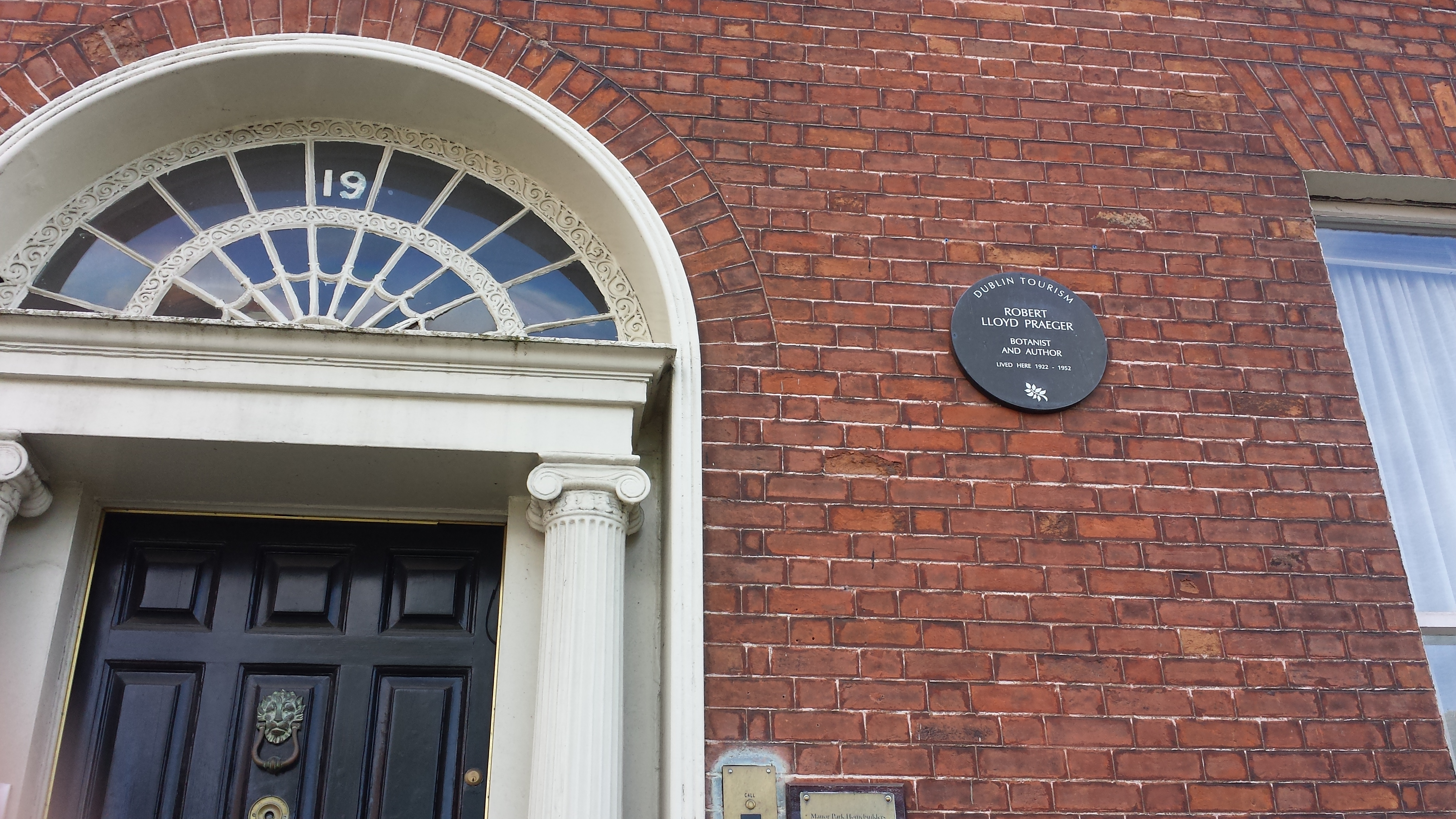
Placa commemorativa de Robert Lloyd Praeger

- Praeger, R.Ll. Irish Topographical Botany (ITB), Proceedings of the Royal Irish Academy, Vol. (23) 3rd. series, Vol. 7).
- Praeger, R.Ll. 1893. The Flora of County Armagh. Ir Nat.: II.
- Praeger, R.Ll. et al. 1902. The exploration of the caves of Kesh, Co. Sligo. Trans. R. Ir. Acad., 32B: 171 – 214.
- Praeger, R.Ll. 1902. Gleanings in Irish Topographical Botany. Proc. Roy. Irish Academy, 24B: 61- 94.
- Praeger, R.Ll. 1901 Irish Topographical Botany: Supplement 1901 – 1905. Proc. Roy. Irish Academy, 26B: 13 – 45.
- Praeger, R.Ll. 1929. Report on recent additions to the Irish fauna and flora (Phanerogramia). Proc. Roy. Irish Academy 39B: 57 – 78.
- Praeger, R.Ll. 1932. Some noteworthy plants found in or reported from Ireland. Proc. Roy. Irish Academy. 41B: 95 – 24.
- Praeger, R.Ll. 1934a. The Botanist in Ireland. Dublin.
- Praeger, R.Ll. 1934b. A contribution to the flora of Ireland. Proc. Roy. Irish Academy. 42B: 55 – 86.
- Praeger, R.Ll. 1937 The Way That I Went, An Irishman in Ireland, Allen Figgis, Dublin 1980, ISBN 0-900372-93-1
- Praeger, R.Ll. 1939. A further contribution to the flora of Ireland. Proc. Roy. Irish Academy. 45B: 231 – 254.
- Praeger, R.Ll. 1946 Additions to the knowledge of the Irish Flora, 1939– 1945. Proc. Roy. Irish Academy. 51B: 27 – 51.
- Praeger, R.Ll. 1951. Hybrids in the Irish flora: a tentative list. Proc. Roy. Irish Academy. 54B: 1 – 14.
- Praeger, R.Ll. 1949. Some Irish Naturalists, a Biographical Note-book. Dundalk.